# Distretto di Krasnogvardejskoe (Crimea)
Il distretto di Krasnogvardejskoe (in ucraino Красногвардійський район?, Krasnohvardijs'ij rajon; in russo Красногвардейский район?, Krasnogvardejskij rajon; in tataro: Qurman rayonı) è un rajon appartenente de jure alla  Repubblica autonoma di Crimea e de facto alla Repubblica di Crimea con 91.124 abitanti al 2013. Il capoluogo è l'omonima città.

## Geografia antropica
Il distretto è suddiviso in due insediamenti urbani e 18 insediamenti rurali con 82 villaggi.

### Insediamenti di tipo urbano
- Krasnogvardejskoe
- Oktjabrske